# Stratégie du collier de perles

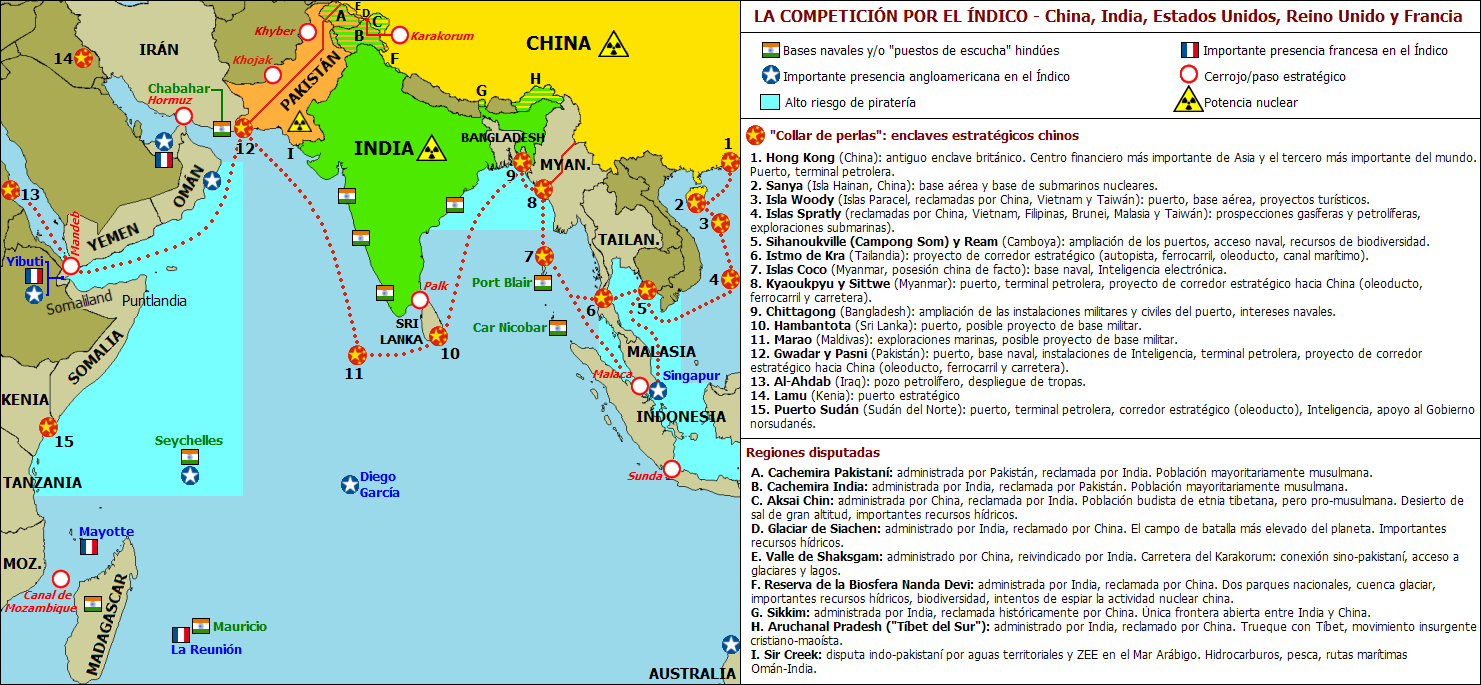
Croquis du « collier de perles », composé de bases navales chinoises et de ports étrangers où la marine chinoise possède des installations.

La stratégie du collier de perles (en anglais : String of Pearls ; en chinois : 珍珠链战略) est une expression désignant l'installation par la marine de guerre chinoise de points d’appui (les « perles ») le long de sa principale voie d’approvisionnement maritime vers le Moyen-Orient. Pour la république populaire de Chine, cette stratégie consiste dans la construction, l'achat ou la location pour de longues durées d'installations portuaires et aériennes échelonnées jusqu'en Afrique, pour protéger ses intérêts commerciaux en mer de Chine méridionale, dans le golfe du Bengale, la mer d'Arabie et la mer Rouge. Du point de vue indien, il s'agit d'une manœuvre d'encerclement avec des ports au Pakistan, au Sri Lanka, au Bangladesh et en Birmanie.
Elle est aujourd’hui doublée par la stratégie des nouvelles routes de la soie terrestres.

## Origine de la notion
Le terme a été utilisé pour la première fois en novembre 2004 dans un rapport de la société de conseils Booz Allen Hamilton pour le département d'État des États-Unis ayant pour titre Energy Futures in Asia,. La notion a été abondamment reprise par les médias américains et indiens, mais n'est pas utilisée par les publications gouvernementales chinoises.

## Mise en place
Le « collier de perles » correspond à des bases militaires chinoises et à une série de ports étrangers où la marine de guerre chinoise possède des installations portuaires, ces dernières faisant l'objet de projets d'infrastructure portuaire financés par la Chine, : base navale de Yulin (sur l'île de Hainan), base aérienne de Sansha (sur l'île de Yongxing, une des îles Paracels), bases aériennes de Zhubi, de Meiji et de Yongshu (sur trois des îles Spratleys), Sihanoukville (au Cambodge), Kyaukpyu et Sittwe (en Birmanie), Chittagong (au Bangladesh), Hambantota (au Sri Lanka), Gwadar (au Pakistan), Doraleh et Obock (à Djibouti) ainsi que Port-Soudan (au Soudan).

### Taïwan
Cette stratégie s'inscrit dans une offensive générale chinoise pour étendre son contrôle sur la mer de Chine méridionale (ou du sud) et la mer de Chine orientale (dont les champs gaziers de Chunxiao disputés au Japon) ; ces actions visent à augmenter la marge de manœuvre chinoise dans une partie du monde où le commerce est intense et où la Chine doit partager avec ses voisins (le Japon et les quatre dragons asiatiques). 80 % des importations énergétiques chinoises transitent par la mer de Chine méridionale. La Chine lance ainsi une grande offensive notamment dans les revendications territoriales telles que les archipels des Spratleys et des Paracels, tous deux revendiqués par la Chine et par le Viêt Nam. Le Viêt Nam se rapproche des États-Unis, son ennemi d'hier, pour contrer la menace chinoise d'aujourd'hui.

### Cambodge
Au Cambodge, Pékin a financé l'extension et la modernisation de la base navale de Ream, achevée en juillet 2023 dans le sud du pays. Les États-Unis suspectent cette dernière de servir de tête de pont à la Chine pour étendre son influence, stationner des troupes et des équipements. Il s'agirait de la deuxième plus grande base navale chinoise à l'étranger, après Djibouti. Selon des photos satellite publiées par la société américaine BlackSky deux jetées de 363 mètre y ont été bâties, leur permettant d'accueillir n'importe quel navire de la marine chinoise, y compris le porte-avions « Fujian ».

### Birmanie
Alliée fidèle de la république populaire de Chine, la Birmanie (ou Myanmar) met de nombreux ports à sa disposition : Munaung, Hainggvi, les installations portuaires en eaux profondes de Sittwe ainsi qu’une base sur les Îles Coco.
En 2009, une coentreprise a également été fondée entre les deux pays pour la construction (confiée au géant chinois des hydrocarbures CNPC) d'un gazoduc et d'un oléoduc entre le golfe du Bengale et Kunming, capitale de la province chinoise du Yunnan, en passant par Mandalay et Muse. Ce projet permet de sécuriser les approvisionnements en pétrole et en gaz naturel de la république populaire de Chine en évitant le détroit de Malacca infesté de pirates.

### Bangladesh
Le port bangladais de Chittagong a été l'objet d’importants travaux de modernisation de sa partie militaire par la Chine.

### Inde
La Chine cherche à isoler l'Inde (sa grande rivale économique) sur le plan régional en nouant des alliances avec les pays voisins tels que le Pakistan, le Bangladesh, la Birmanie ou le Sri Lanka. Les tensions entre les deux pays restent fortes après la guerre sino-indienne de 1962 dans l'Himalaya (gagnée par la Chine) : les deux pays n'ont pas encore trouvé d'accord sur certaines questions territoriales.
La Chine est présente dans les ports de Gwadar au Pakistan, de Hambantota au Sri Lanka, de Chittagong au Bangladesh, de Kyauk Phyu en Birmanie (État d'Arakan), etc. L'Inde est ainsi encerclée par le collier de perles chinois.
La Chine milite aussi contre une quelconque réforme du Conseil de sécurité des Nations unies, qui ferait entrer l'Inde dans le club très fermé des cinq grands gagnants de la Seconde Guerre mondiale.
En réaction, l'Inde a développé une stratégie appelée Look East Policy, pour essayer notamment de se rapprocher des pays d'Asie du Sud-Est. En 2018, elle a aussi noué des accords avec les Seychelles et l'île Maurice pour y installer des bases ou des installations militaires,.

### Pakistan
La coopération sino-pakistanaise prend racine dans la coopération nucléaire des deux pays ainsi que dans leur hostilité mutuelle pour l'Inde.
La Chine investit massivement dans le port de Gwadar.

### Djibouti
La Chine a ouvert sa première base militaire à l'étranger dans le port de Djibouti, en 2017.

## Rachat de ports dans le monde
Le pays s'ouvre également sur le Pacifique nord via le port de Rason en Corée du Nord, et manifeste un intérêt pour l'Islande où le ministre des Affaires étrangères chinois a expliqué en visite officielle, que la république populaire de Chine construirait volontiers un port permettant un aiguillage des navires chinois vers l'Europe, lorsque le réchauffement climatique et la fonte des glaces permettront la navigation par l'océan Arctique, ce qui réduirait le trajet entre les ports de Shanghai et de Hambourg de 6 400 km, les mois d'été. La Chine déploie aussi ses forces dans le golfe d'Aden et dans les alentours, pour escorter ses navires à travers cette zone infestée de pirates.